# نعيمة بوحمالة
نعيمة بوحمالة (1948 - 28 مايو 2025)، هي ممثلة مغربية، عملت في المسرح والسينما، من أبرز أفلامها الملائكة لا تحلق فوق الدارالبيضاء ومسلسل حديدان سنة 2009.

## وفاتها
توفيت الفنانة المغربية نعيمة بوحمالة يوم الأربعاء 28 مايو 2025 عن 77 عاما بعد صراع طويل مع أمراض القلب.

## أعمالها

### مسلسلات
- هاينة - 2020
- مداولة - 2013
- حديدان - 2009
- أولاد الناس - 1999

### أفلام
- «الملائكة لا تحلق فوق الدار البيضاء»
- هنا طاح الريال - 2016
- مروكي في باريس - 2012

## روابط خارجية
- نعيمة بوحمالة على موقع IMDb (الإنجليزية)